# Michael Morgan (rugby à XIII)
Pour les articles homonymes, voir Michael Morgan et Morgan.

a Compétitions nationales et continentales officielles uniquement.

b Matchs officiels uniquement.
Michael Morgan, né le 27 décembre 1991 à Townsville (Australie), est un joueur de rugby à XIII australien évoluant au poste de demi d'ouverture, de demi de mêlée ou d'arrière. Il fait ses débuts en National Rugby League (« NRL ») avec les Cowboys du North Queensland lors de la saison 2010, franchise à laquelle il est toujours fidèle et a remporté la NRL en 2015. Il a également revêtu le maillot de la sélection du Queensland pour le State of Origin, enfin il a également été appelé en sélection d'Australie avec laquelle il participe au Tournoi des Quatre Nations 2016.

## Palmarès
- Collectif :
  - Vainqueur de la Coupe du monde : 2017 (Australie).
  - Vainqueur du Tournoi des Quatre Nations : 2016 (Australie).
  - Vainqueur du World Club Challenge : 2016 (Cowboys du North Queensland).
  - Vainqueur de la National Rugby League : 2015 (Cowboys du North Queensland).
  - Vainqueur du State of Origin : 2015, 2016 et 2017 (Queensland).
  - Finaliste de la National Rugby League : 2017 (Cowboys du North Queensland).

### En club

#### Statistiques
| Saison | Club                     | Compétition           | Matchs | Points | Essais | Goals | Drops |
| ------ | ------------------------ | --------------------- | ------ | ------ | ------ | ----- | ----- |
| 2010   | North Queensland Cowboys | National Rugby League | 4      | 8      | 2      | 0     | 0     |
| 2011   | North Queensland Cowboys | National Rugby League | 4      | 0      | 0      | 0     | 0     |
| 2012   | North Queensland Cowboys | National Rugby League | 13     | 16     | 4      | 0     | 0     |
| 2013   | North Queensland Cowboys | National Rugby League | 9      | 8      | 2      | 0     | 0     |
| 2014   | North Queensland Cowboys | National Rugby League | 26     | 40     | 10     | 0     | 0     |
| 2015   | North Queensland Cowboys | National Rugby League | 23     | 60     | 15     | 0     | 0     |
| 2016   | North Queensland Cowboys | National Rugby League | 22     | 36     | 9      | 0     | 0     |
| 2017   | North Queensland Cowboys | National Rugby League | 23     | 40     | 10     | 0     | 0     |
| Total  | Total                    | Total                 | 125    | 208    | 52     | 0     | 0     |